# Cestrum guaraniticum
Cestrum guaraniticum là loài thực vật có hoa trong họ Cà. Loài này được Chodat & Hassl. mô tả khoa học đầu tiên năm 1904.